# Fermín Zanón Cervera
Fermín Zanón Cervera (Godelleta (Valencia), 1875 - id. 1944) es un zoólogo español.

## Biografía
Participó en la guerra de Cuba de 1898. Al ser repatriado ingresó en la Guardia Civil. Posteriormente, retorna a Cuba donde trabaja como experto fitopatólogo y entomológo para el Ministerio de Agricultura y Estación Agronómica de Santiago de las Vegas (provincia de La Habana), donde llegó a ostentar el cargo de Conservador de la colección entomológica más importante de Cuba. Allí trabajó varios años bajo la dirección de Mario Calvino, padre del conocido escritor Italo Calvino, nacido 1925 precisamente en el INIFAT, como se conoce hoy en día a la Estación Agronómica.
En 1926 colabora con Thomas Barbour para quien realiza prospecciones de colecta de aves en la Ciénaga de Zapata. Allí descubre tres especies nuevas para la ciencia que envía a Barbour para su descripción:
- La fermina Ferminia cerverai
- El cabrerito de la ciénaga Torreornis inexpectata
- La gallinuela de Santo Tomás Cyanolimnas cerverai

además de un sinfín de insectos, especialmente del orden neuroptera.
En 1927 vuelve a España donde permanece hasta su fallecimiento en 1944 en su tierra natal de Godelleta, no sin antes colaborar con prestigiosos entomólogos de su época, como el jesuita Longinos Navás y José María Dusmet, y sin olvidar al padre Ignacio de Sala Castellarnau del Museo de Ciencias Naturales de Valencia.

## Abreviatura (zoología)
La abreviatura Cervera  se emplea para indicar a Fermín Zanón Cervera como autoridad en la descripción y taxonomía en zoología.